# Dancin' Days
Dancin' Days és una telenovel·la brasilera produïda i exhibida per la Rede Globo el 1978 amb 174 capítols. Es va transmetre al Brasil en horari de 20 hores, des del 10 de juliol de 1978 fins al 26 de gener de 1979, substituint L'Astre i sent substituïda per Pare Heroi. Va ser la 21a novel·la de les vuit exhibides per l'emissora.
Escrita per Gilberto Braga i dirigida per Daniel Filho, Gonzaga Blota, Dennis Carvalho i Marcs Paulo, amb direcció general de Daniel Filho. La telenovel·la va comptar amb intérprets com Sonia Braga, que va assolir popularitat internacional, Glória Pires, Reginaldo Faria, Lídia Brondi, José Lewgoy, Cláudio Corrêa i Castro, Pepita Rodrigues, Milton Moraes, Mário Lago, Ary Fontoura, Beatriz Segall, Lauro Corona, Antônio Fagundes i Joana Fomm en els papers cèntrics de la trama.
A Catalunya, TV3 va emetre 174 capítols des de l'11 de setembre de 1985 fins al 9 de maig de 1986, amb un gran èxit d'audiència.

## Argument
Júlia de Souza Matos surt de la presó després de passar-hi 11 anys a causa d'unes faltes de joventut. Té una nena, Marisa, a qui durant tot aquest temps ha cuidat la germana de Júlia, Iolanda. Quan surt, Júlia té 33 anys i es troba un món cruel on ha de lluitar per reintegrar-se, contra les dificultats de supervivència i, sobretot, contra Iolanda, que fa tot el pot perquè no vegi la seva filla. Iolanda pretén tallar els llaços que la uneixen a Júlia perquè el seu matrimoni de conveniència no resulti afectat.
Enmig de tot això neix l'amor: Cacà, diplomàtic i fill d'una família tradicional i conservadora, s'enamora de Júlia i en descobreix el seu passat. Júlia, d'altra banda, té problemes greus per fer-se càrrec de la seva filla i dubta entre l'amor i l'estabilitat econòmica.
Copacabana, un dels barris més coneguts de Rio de Janeiro, i una discoteca de molt èxit anomenada Dancin' Days són els principals escenaris de la sèrie.

## Personatges
| Actor                   | Personatge                                |
| ----------------------- | ----------------------------------------- |
| Sonia Braga             | Júlia de Souza Matos / Cristina           |
| Joana Fomm              | Yolanda de Souza Matos Pratini            |
| Reginaldo Faria         | Hélio                                     |
| Lídia Brondi            | Verinha(Vera Lúcia)                       |
| Antonio Fagundes        | Cacà (Carlos Eduardo Souza Prado Cardoso) |
| Glória Pires            | Marisa de Souza Matos                     |
| Pepita Rodrigues        | Carminha (Carmen Lúcia Melo Santos)       |
| Cláudio Corrêa e Castro | Franklin Cardoso                          |
| Mário Lago              | Alberico Santos                           |
| Milton Moraes           | Jofre da Silva Maia                       |
| Mauro Mendonça          | Arthur Meireles Steiner                   |
| José Lewgoy             | Horácio Pratini                           |
| Ary Fontoura            | Ubirajara Martins Franco                  |
| Beatriz Segall          | Celina Souza Prado Cardoso                |
| Sura Berditchevsky      | Inês Santos Fragoso                       |
| Yara Amaral             | Áurea Santos                              |
| Lourdes Mayer           | Ester Santos                              |
| Ivan Cândido            | Aníbal Fragoso                            |
| Gracinda Freire         | Alzira da Silva Maia Neves                |
| Lauro Corona            | Beto (Paulo Roberto Souza Prado Cardoso)  |
| Cleyde Blota            | Emília de Castro Mello                    |
| Diana Morel             | Anita                                     |
| Eduardo Tornaghi        | Raulzinho                                 |
| Suzana Queiroz          | Leila                                     |
| Mira Palheta            | Bibi Nascimento Leal                      |
| Jacqueline Lawrence     | Solange Rocha                             |
| Chica Xavier            | Marlene                                   |
| Neuza Borges            | Madá (Maria Madalena de Jesus)            |
| Regina Vianna           | Neide                                     |
| Renato Pedrosa          | Everaldo                                  |
| Jandira Martini         | Jamile Santos                             |

Participacions especials:
- Zezé Polessa: Berrita
- Rose Addario: Selma
- Joyce de Oliveira: Zuleica
- Orion Ximenes: Bandeira
- Maria Lúcia Dahl: Maria Lúcia
- Raquel Mazza: Neuza
- Abelardo de Abreu: Álvaro
- César Augusto: China
- Fernando Amaral: Cunha
- Selma Lopes: Ana Carla
- Jardel Mello: João
- Sandra Campos: Dirce
- Júlio Luís: Paulo César
- Moacyr Deriquém: Ramos
- Fregolente: Veiga
- Murilo Nery: Conselheiro Carrazedo
- Marina Miranda: Edwiges
- Osmar de Mattos: Ricardo
- Sandra Campos: Jandira
- Ana Régia: Luciana

## Al voltant de la telenovel·la

### Censura
Durant la exibició de la novel·la la Censura Federal va exigir talls i canvis en guions i episodis gravats. Quan l'emissora va enviar a Brasília la sinopsis i descripció dels personatges de la nova novel·la a emetre a les 20 hores, anomenada provisionalment de la Prisionera, la censura va indicar que només es podria emetre després de les 22 hores. El Departament de Censura de Diversões Públiques (DCDP) no va trobar adequat que la trama abordés “la desagregació familiar generada per la separació de parelles” i “la situació de l'amor lliure”, ja que la protagonista era mare soltera. La Red Globo va fer modificacions i Dancin' Days (ja amb el títol definitiu) estava llesta per a ser gravada.
El certificat d'aprovació del govern no significava que la novel·la estigués lliure de talls. El DCDP va censurar almenys 25 capítols de la trama. La major preocupació era el llenguatge dels personatges i les relacions familiars i amoroses.

### Exhibició internacional
Dancin´ Days va ser presentada en prop de 40 països, entre ells: Argentina, Bèlgica, Bolívia, Xina, Colòmbia, Espanya, França, Polònia, Portugal, Uruguai i Veneçuela. En Itàlia, va arribar a aconseguir un públic mitjà de quatre milions d'espectadors per capítol. En Mèxic, va ser presentada per la xarxa mexicana Televisa en 1986, una de les principals exportadoras de telenovela del món. Va ser la primera vegada que Mèxic, país amb forta tradició en la producció de teledramaturgia, va exhibir una novel·la brasilera.

## Música
- Banda sonora nacional:[2]

1. "João e Maria" - Nara Leão i Chico Buarque
2. "Amante Amado" - Jorge Ben
3. "Antes que Aconteça" - Marília Barbosa
4. "Guria" - Luiz Wagner
5. "Dancin' Days" - As Frenéticas
6. "Hora de União (Samba Soul)" - Lady Zu i Totó Mugabe
7. "Amanhã" - Guilherme Arantes
8. "Agora é Moda" - Rita Lee
9. "Kitch Zona Sul"- Ronaldo Resedá
10. "Solitude" - Gal Costa
11. "Copacabana" - Dick Farney

- Banda sonora internacional:[2]

La banda sonora internacional va vendre gairebé un milió de còpies, batent el record anterior, la trilha nacional d'Estúpid Cupido, amb músiques dels anys 60.
1. "Dancin' Days Medley (Night Fever / Stayin' Alive / You Should Be Dancing / Nights on Broadway / Jive Talkin' / Lonely Days / If I Can't Have You / Every Night Fever)" - Harmony Cats
2. "Three Equips a Lady" - The Commodores
3. "Scotch Machine" - Voyage
4. "The Wages Of Sin" - Santa Esmeralda
5. "You Light Up My Life" - Debby Boone
6. "The Grand Tour" - Grand Tour
7. "I Loved You" - Freddy Pegui
8. "Macho Man" - Village People
9. "Follow You, Follow Me" - Genesis
10. "Broadway Gypsy Lady" - Linda Clifford
11. "Blue Street" - Blood, Sweat & Tears
12. "Rio de Janeiro" - Gary Criss
13. "Rivers Of Babylon" - Boney M.
14. "Automatic Lover" - Dee D. Jackson

## Premis i nominacions
Trofeu de l'Associação Paulista de Críticos de Arte (APCA):
| Any  | Actor           | Categoria                            | Resultat  |
| ---- | --------------- | ------------------------------------ | --------- |
| 1979 | Joana Fomm      | Millor actriu de televisió *         | Guanyador |
| 1979 | Gracinda Freire | Millor actriu de televisió *         | Guanyador |
| 1979 | Yara Amaral     | Millor actriu de televisió *         | Guanyador |
| 1979 | Lauro Corona    | Millor actor revelació de televisió  | Guanyador |
| 1979 | Glória Pires    | Millor actriu revelació de televisió | Guanyador |

- (*)Empat